# Birell (Schweiz)
Birell war ein alkoholfreies Bier der ehemaligen Zürcher Brauerei Hürlimann.
Die Entwicklung von Birell startete 1962 und wurde streng geheim gehalten. Damals gab es in der Schweiz ausser dem Ex Bier der Brauerei Gurten noch keine alkoholfreien Biere. Die Nachfrage war zu gering. Birell wurde vorerst 1965 unter dem wenig beliebten Namen Oro lanciert. Die beiden Schweizer Brauereien waren zu dieser Zeit Pioniere auf dem Gebiet des alkoholfreien Biers. 1972 änderte die Brauerei Hürlimann den Namen von Oro zu Birell und lancierte eine «männliche» Werbekampagne mit dem Formel-1-Rennfahrer Clay Regazzoni: «Auch Clay Regazzoni trinkt Birell». Später warb auch der zweite Schweizer Formel-1-Rennfahrer, Marc Surer, für Birell. Die 1964 von 1,0 auf 0,8 herabgesetzte Promillegrenze verhalf Birell bei den Autofahrern in der Schweiz zu einer gewissen Beliebtheit.
Bereits 1967 war Hürlimann trotz Bierkartell auf dem gesamten Schweizer Markt präsent. Das alkoholfreie Birell bot eine Nische. Der Markteintritt in Deutschland erfolgte ein Jahr später; 1970 folgten Frankreich, 1971 England und 1972 die Vereinigten Staaten. 1991 lancierte die Brauerei Radegast ein auf dem Hürlimann’schen Rezept basierendes Bier gleichen Namens.
Nach der Fusion mit Löwenbräu und später mit Feldschlösschen verschwand der Name Birell gegen Ende der 1990er Jahre vom Markt.